# Dave Murray
Pour les articles homonymes, voir Murray.
 (août 2016).
Si vous disposez d'ouvrages ou d'articles de référence ou si vous connaissez des sites web de qualité traitant du thème abordé ici, merci de compléter l'article en donnant les références utiles à sa vérifiabilité et en les liant à la section « Notes et références ».
David Michael Murray est né de parents écossais et irlandais le 23 décembre 1956 à Edmonton (Londres, Angleterre). Il est l'un des trois guitaristes du groupe de heavy metal Iron Maiden. Steve Harris et lui sont les plus anciens membres du groupe.

## Enfance
Dave Murray naît dans une famille pauvre ; son père est handicapé et sa mère femme de ménage. Fan du club de football de Tottenham, il est également passionné par la musique. C'est, entre autres, à l'écoute du célèbre morceau Voodoo Child (Slight Return) de Jimi Hendrix qu'il se met à la guitare. À l'âge de 16 ans, Murray quitte l'école pour se consacrer pleinement à sa passion.

## Iron Maiden
Il fait ses débuts avec son ami d'enfance Adrian Smith dans le groupe Evil Ways (1972-1974), puis devient membre une première fois d'Iron Maiden quelques mois en 1976, après avoir joué entre autres Prowler lors d'une audition fracassante. Il le quitte sur l'exigence du chanteur d'alors Dennis Wilcock. Dave retourne avec les anciens membres d'Evil Ways, qui entre-temps ont formé Urchin. En 1977, il revient définitivement à Iron Maiden, groupe encore inconnu et prend part à l'enregistrement de leur démo, les célèbres The Soundhouse Tapes, puis du premier album avec lequel vient le succès.
C'est lui qui en 1980 sollicite Adrian Smith pour remplacer Dennis Stratton et rejoindre le groupe. Leurs deux jeux de guitare complémentaires sont un des éléments du « son Maiden » caractéristique, développé par exemple dans Hallowed Be Thy Name. Les harmonisations et les solos croisés foisonnent dans toute la carrière du groupe. Si ses compositions avec Steve Harris sont appréciées, elles sont rares : Murray est le compositeur le moins prolifique du groupe excepté le batteur Nicko McBrain (Steve Harris l'étant le plus...). Parmi ses compositions, on peut citer Charlotte the Harlot, Still Life, Déjà-Vu et plus récemment Rainmaker, The Reincarnation of Benjamin Breeg ou The Man of Sorrows. Dave Murray possède un puissant jeu de guitare très « bluesy » avec des improvisations basées essentiellement sur la technique du legato, ce qui lui donne un son reconnaissable, contrairement à Adrian Smith, dont le jeu est influencé par le hard rock et Janick Gers, au style assez proche du shred. En outre, Murray a tendance à utiliser davantage son micro manche en solo afin d'obtenir des sonorités rondes, à l'inverse de Smith qui privilégie l'agressivité du micro chevalet, créant un contraste des sons des deux guitares.
Steve Harris et Dave Murray sont les deux seuls musiciens à jouer sur l'ensemble des albums du groupe.

## Matériel
Dave Murray tient énormément à une guitare Stratocaster modifiée de 1957 pourvue de deux micros double bobinage DiMarzio PAF (manche) et Super Distortion (chevalet), ayant appartenu à Paul Kossoff du groupe Free. Il en a fait son instrument fétiche jusqu'en 1990, lorsqu'il commença à utiliser les modèles Custom Classic du Fender Custom Shop équipés de micros Seymour Duncan Hot Rails et d'un vibrato bloquant Floyd Rose « Original ». 
Une de ces guitares au coloris noir possédait une plaque « miroir » en aluminium et un accastillage chromé assorti au corps. Elle servit de modèle de base pour la « Iron Maiden » Stratocaster, fabriquée au Japon entre 2001 et 2003.
Le 30 janvier 2009, le géant américain de la guitare électrique Fender sortit une copie exacte de l'instrument singulier utilisé par Murray entre 1976 et 1990. La Dave Murray Stratocaster comprend deux micros humbucking DiMarzio PAF et Super Distortion aux positions manche/chevalet et un micro simple bobinage American Vintage '57/'62 au milieu avec un sélecteur 3 positions et un chevalet vibrato traditionnel. Cette guitare est aussi disponible en version « Japanese Tribute » avec deux humbuckers DiMarzio Super Distortion, un micro simple bobinage Fender Texas Special, un sélecteur 5 positions et un vibrato « Original » Floyd Rose.
Dave utilise principalement des Stratocaster (Fender et Wayne) équipées de micros Seymour Duncan Hot Rails et des amplificateurs Marshall.
Peu friand d'effets (hormis un léger chorus souvent employé ainsi qu'un delay utilisé pour ses solos), il a cependant un rack conçu par le célèbre Londonien Peter Cornish.

## Influences
Dave Murray est autodidacte, ce qui ne l'empêche pas d'avoir de nombreuses influences guitaristiques, parmi lesquelles Jimi Hendrix, Robin Trower, Paul Kossoff, Carlos Santana, BB King, Billy Gibbons, Ritchie Blackmore... Il avoue d'ailleurs avoir un faible pour les solos de ce dernier, en particulier sur Smoke on the Water, Highway Star et Child in Time.

## Vie personnelle
Dans son temps libre, Dave aime jouer au golf, comme on peut le voir dans le DVD Rock in Rio et Flight 666.
Avec sa femme Tamar, il a une fille nommée Tasha.